# أنابيل بارك
أنابيل بارك (بالإنجليزية: Annabel Park)‏ هي صانعة أفلام وثائقية أمريكية، ولدت في 1968 في سول في كوريا الجنوبية.